# Sommer-Paralympics 2016/Teilnehmer (Katar)
| stlisierte Goldmedaille | stlisierte Silbermedaille | stlisierte Bronzemedaille |
| ----------------------- | ------------------------- | ------------------------- |
| —                       | 2                         | —                         |

Katar entsendete zu den Paralympischen Sommerspielen 2016 in Rio de Janeiro drei Athleten, zwei Männer und eine Frau. Mohammed Al-Kubaisi war Flaggenträger der Delegation.
Es handelte sich um die bisher erfolgreichste Teilnahme des Landes an den Paralympischen Spielen. Abdulrahman Abdulqadir eine und Sara Hamdi Masoud konnten beide eine Silbermedaille im Kugelstoßen erkämpfen. Damit erreichte Katar Platz 67 des Medaillenspiegels. Abdulrahman Abdulqadir Fiqi war somit der erste Sportler aus Katar, der eine Medaille bei den Paralympics erhielt. Ihm folgte Masoud fünf Tage später als erste Sportlerin.

## Medaillengewinner

### Silber
| Name                   | Sportart       | Wettkampf                |
| ---------------------- | -------------- | ------------------------ |
| Abdulrahman Abdulqadir | Leichtathletik | Kugelstoßen F34 – Männer |
| Sara Hamdi Masoud      | Leichtathletik | Kugelstoßen F33 – Frauen |

## Teilnehmer nach Sportart

### Leichtathletik
| Athleten               | Wettbewerb      | Vorlauf / Vorkampf | Vorlauf / Vorkampf | Halbfinale   | Halbfinale | Finale       | Finale | Rang   |
| Athleten               | Wettbewerb      | Zeit / Weite       | Rang               | Zeit / Weite | Rang       | Zeit / Weite | Rang   | Rang   |
| ---------------------- | --------------- | ------------------ | ------------------ | ------------ | ---------- | ------------ | ------ | ------ |
| Frauen                 |                 |                    |                    |              |            |              |        |        |
| Sara Hamdi Masoud      | Kugelstoßen F33 | –                  | –                  | –            | –          | 5,39 m       | 2      | Silber |
| Männer                 |                 |                    |                    |              |            |              |        |        |
| Mohammed Al-Kubaisi    | 100 m T34       | 16,45              | 4                  | –            | –          | 16,68        | 8      | 8      |
| Abdulrahman Abdulqadir | Kugelstoßen F34 | –                  | –                  | –            | –          | 11,15 m      | 2      | Silber |
| Abdulrahman Abdulqadir | Speerwerfen F34 | –                  | –                  | –            | –          | 26,03 m      | 8      | 8      |